# Semasaka
Semasaka – w tradycyjnych wierzeniach burundyjskich tytuł jednego ze świętych byków.
Tytuł ten można przetłumaczyć dosłownie jako ojciec sorgo bądź też pan sorgo. Zwierzę uznawane za semasakę znajdowało się w centrum dworskich praktyk religijnych związanych z bykami. Było też nieodzownym elementem obchodów świąt związanym z okresem zasiewów. Podczas tychże właśnie świąt burundyjski monarcha spożywał specjalnie przygotowaną owsiankę z sorgo wymieszaną z moczem semasaki. Ścisłe związki zwierzęcia z monarchią widoczne były również podczas obrzędów koronacyjnych. Rozpoczynający rządy król dosiadał wówczas semasakę.
Należy też rolę tego byka analizować w szerszym kontekście tradycyjnych praktyk religijnych ściśle powiązanych ze zwierzętami. Można tutaj wymienić kult świętych owiec rutenderi oraz mudende, kult świętych kóz rutagari i rusasu czy kult świętego psa kabwy. 
Ostatni semasaka zdechł w 1935, zatem jeszcze podczas belgijskich rządów kolonialnych. Władcą Burundi był wówczas Mwambutsa IV. Podczas krótkiego panowania Ntare V (1966) próbowano wybrać i powołać kolejnego semasakę. Zanim jednak zdołano tego dokonać, monarchia została zniesiona.